# Tomtbacka
Tomtbacka (fi. Haltiala) är ett grönområde och en del av Domarby distrikt i Helsingfors stad.
Tomtbacka avgränsas i norr av Vanda å och det finns endast två broar för lätt trafik med vars hjälp man kan ta sig till Vanda stad på andra sidan ån. Tomtbacka täcks mer eller mindre totalt av Helsingfors centralpark och är ett av de viktigaste områdena i centralparken. Tomtbacka består av åkrar och ängar, skog och ett ålandskap. Det finns fyra naturskyddsområden i Tomtbacka: Långforsens lund, Tomtbacka urskog, Nackböle arboretum (planterad 1906-1917) och Grotens fors strandlund. Också Svedängens golfplan finns i Tomtbacka. 
Ett berg i Tomtbacka är Högberget (fi. Haltiavuori).